# Глазко (Њујорк)
Глазко (енгл. Glasco) насељено је место без административног статуса у америчкој савезној држави Њујорк.

## Демографија
По попису из 2010. године број становника је 2.099, што је 407 (24,1%) становника више него 2000. године.
| Група             | 2000.         | 2010.         |
| Белци             | 1.599 (94,5%) | 1.866 (88,9%) |
| Афроамериканци    | 25 (1,5%)     | 35 (1,7%)     |
| Азијати           | 11 (0,7%)     | 48 (2,3%)     |
| Хиспаноамериканци | 32 (1,9%)     | 109 (5,2%)    |
| Укупно            | 1.692         | 2.099         |